# 이예랑 (음악가)
이예랑(1980년 9월 3일 ~ )은 대한민국의 가수이다.

## 학력
- 한양대학교 대학원 가야금 박사
- 한국예술종합학교 전통예술원 가야금 석사
- 한국예술종합학교 전통예술원 가야금 학사

## 경력
- 2008년 그룹 '가야랑' 멤버
- 전주 세계소리축제 홍보대사
- 영동난계국악축제 홍보대사
- 의령우륵가야금제 홍보대사
- 전주시 홍보대사
- 예수사랑 국악찬양단 단장

## 수상
- 2005년 제15회 김해전국가야금대회 대통령상

## 음반
- 2008년 1집 앓음다움
- 2008년 가야랑
- 2009년 아기자기
- 2010년 이예랑의 가야금 캐롤
- 2011년 가야랑 두번째 이야기